# Jargon
Jargon is het taalgebruik binnen een vakgebied of een groep mensen, de vaktaal, die voor buitenstaanders vaak moeilijk te volgen is.

## Beschrijving
In de praktijk blijken alle vakgebieden te maken te hebben met het gebruik van jargon. Het kan worden beschreven in een glossarium. Sommige exponenten in de terminologie van een deelgebied kunnen buiten de kring van specialisten een symbool worden van dat vakgebied, zoals de beursvloer bekend is geworden als verwijzing naar de effectenhandel als geheel. Voor mensen die overmatig streven naar ontwikkeling en instandhouding van jargon opperde professor T. Hagen de term jargonauten.
Hoewel er veel overeenkomsten bestaan, valt toch een onderscheid te maken tussen vaktaal en jargon. Dit is gelegen in het sociaal gebruik van de taal. Bij vaktaal ligt de nadruk op het verbeteren van de communicatie van mensen in een bepaald vakgebied en het uitsluiten van misverstanden. Zo geven elektriciens de voorkeur aan het woord wandcontactdoos in plaats van stopcontact en spreken aannemers over hemelwater in plaats van regen, sneeuw en andere neerslag. De onbedoelde consequentie is soms dat buitenstaanders moeite hebben met het begrijpen van de boodschap.
Voor jargon (in engere zin) geldt doorgaans het omgekeerde: het taalgebruik is gericht op het versterken van de sociale banden in de groep en het gericht uitsluiten van buitenstaanders. Dat dit een probleem kan veroorzaken bleek in 2005 bijvoorbeeld uit een Brits onderzoek naar het gebruik van jargon door IT'ers. Een meerderheid van ondervraagden voelde zich door IT'ers onvoldoende ondersteund door een taalbarrière en een significant deel van de IT-jargonauten bleek zich niet bewust van de aangerichte schade en chaos.
Ook managers gebruiken vaak een eigen jargon. Deze managerstaal (door henzelf ook wel management speak genoemd), leunt zwaar op het Engels en heeft ingebouwde eufemismen, waardoor deze zich goed leent voor ontwijkende antwoorden.

## Specifieke gebieden
- beursjargon, de taal op de beursvloer
- computerjargon, termen die in de informatica worden gebruikt
- internetjargon, woorden die op het internet gebruikt worden
- juridisch jargon, de taal die aanklagers, notarissen, advocaten en rechters gebruiken
- medisch jargon, termen die in de medische wereld worden gebruikt
- spoorwegjargon, termen die door de spoorwegen worden gebruikt
- sportjargon, termen met betrekking tot de sport
- studentenjargon, begrippen en uitdrukkingen, eigen aan studenten, soms zelfs eigen aan studenten van één universiteit
- wetstratees, politiek jargon in België
- wijnterminologie, is jargon dat gebruikt wordt bij beschrijvingen van wijn